# Nursling
Nursling är en ort i civil parish Nursling and Rownhams, i distriktet Test Valley, i grevskapet Hampshire, i England. Nursling var en civil parish fram till 1932 när blev den en del av Nursling and Rownhams. Civil parish hade 727 invånare år 1931. Byn nämndes i Domedagsboken (Domesday Book) år 1086, och kallades då Notesselinge.